# Одет Може
Одет Лоран-Люкас-Шампиониер-Може (на френски: Odette Laurent-Lucas-Championnière-Maugé) е френски лекар и психоаналитик.

## Биография
Родена е на 18 октомври 1892 година в Рони су Боа, Франция. Работи с Франсоаз Долто в болницата Бретоню. Заедно с мъжа си Анри Коде събират в апартамента си група за изследване на еволюцията на психиатрията. Анализира се при Мари Бонапарт. На 18 юни 1935 г. става пълноправен член на Парижкото психоаналитично общество (ППО). През 1939, съпругът ѝ, който също е психоаналитик, умира при автомобилна катастрофа и тя се омъжва за архитекта Лоран Люкас-Шампониер.
По време на разцепването на ППО през юни 1953 г. Одет, подкрепяна от Бонапарт застава срещу Жак Лакан и поисква оставката му. На мястото на Лакан идва Даниел Лагаш, но скоро и той напуска и основава Френското психоаналитично общество. През 1959 г. Одет Може става президент на ППО, но се пенсионира по болест. Четири години по-късно е направена почетен член.
Умира на 21 октомври 1964 година във Вандом на 72-годишна възраст.